# Épeire diadème
Araneus diadematus
Espèce
Araneus diadematus, l'Épeire diadème, est une espèce d'araignées aranéomorphes de la famille des Araneidae.
Présente en Europe et Amérique du Nord, elle est parfois appelée Araignée des jardins ou Araignée porte-croix.

## Étymologie
Épeire dérive des mots grecs ἐπί (epí) « au-dessus » et εἴρω (eírō) « entrelacer », ce qui donne littéralement « sur la toile ». Ce nom fait référence à la capacité de cette araignée à tisser les toiles classiques verticales en spirale avec rayons.
Le diadème est une allusion à la croix que l'on voit sur l'abdomen de cette araignée.

## Description
Elle présente, au niveau du dos de l'abdomen, un folium (dessin qui affecte la forme d'une feuille ornementale) caractéristique utilisé pour sa diagnose. Ce dessin présente un ensemble de taches blanches formant une croix et une partie médiane brune se terminant en pointe, bordée d'une ligne blanche en dents de scie. Ce dessin est d'ailleurs caractéristique d'un groupe d'épeires (Araneus marmoreus, Araneus pallidus).
Ces taches blanches proviennent de l'accumulation de guanine, molécule jouant le rôle d'un pigment blanc synthétisé dans les guanocytes à la périphérie de diverticules intestinaux.
Le céphalothorax est très velu tandis que les pattes sont très épineuses.
Les deux sexes de l'espèce ont un aspect assez différent, principalement au niveau de la taille (dimorphisme sexuel). Ainsi, les individus mâles font moins d'un centimètre alors que les femelles peuvent atteindre deux centimètres et ont un abdomen plus volumineux, de forme arrondie.
Les mâles mesurent de 4 à 11 mm et les femelles de 10 à 22,5 mm.
Une autre de ses particularités est la création de toiles très grandes par rapport à sa propre taille, puisqu'elles peuvent atteindre exceptionnellement un mètre, avec des fils particulièrement solides qui craquent sèchement (bruit de « perle ») lorsqu'ils rompent. La toile est refaite tous les jours : l'épeire ne répare pas sa toile et la recommence tous les matins (Jean-Henri Fabre[réf. nécessaire]).

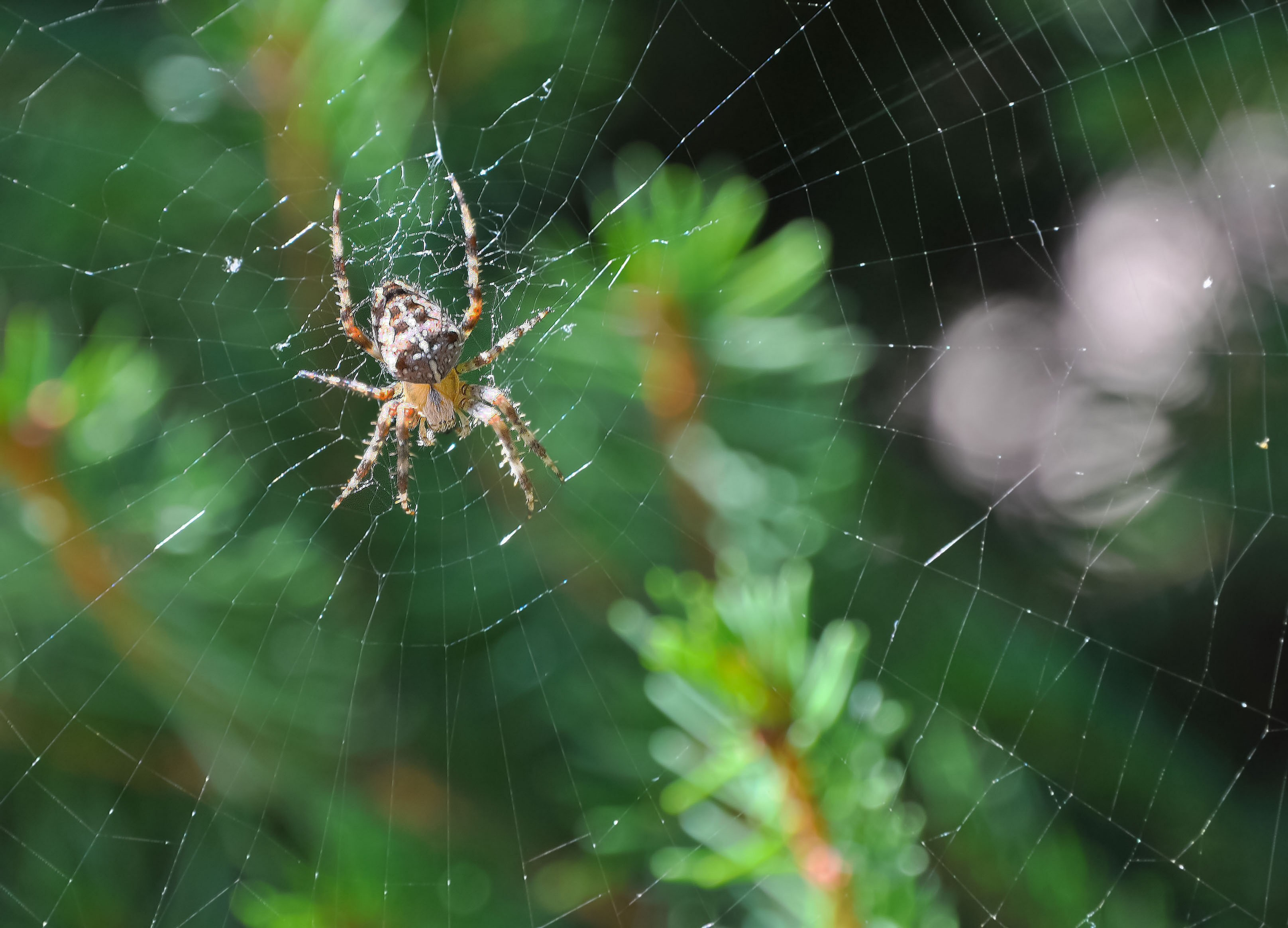
Une épeire diadème sur sa toile.
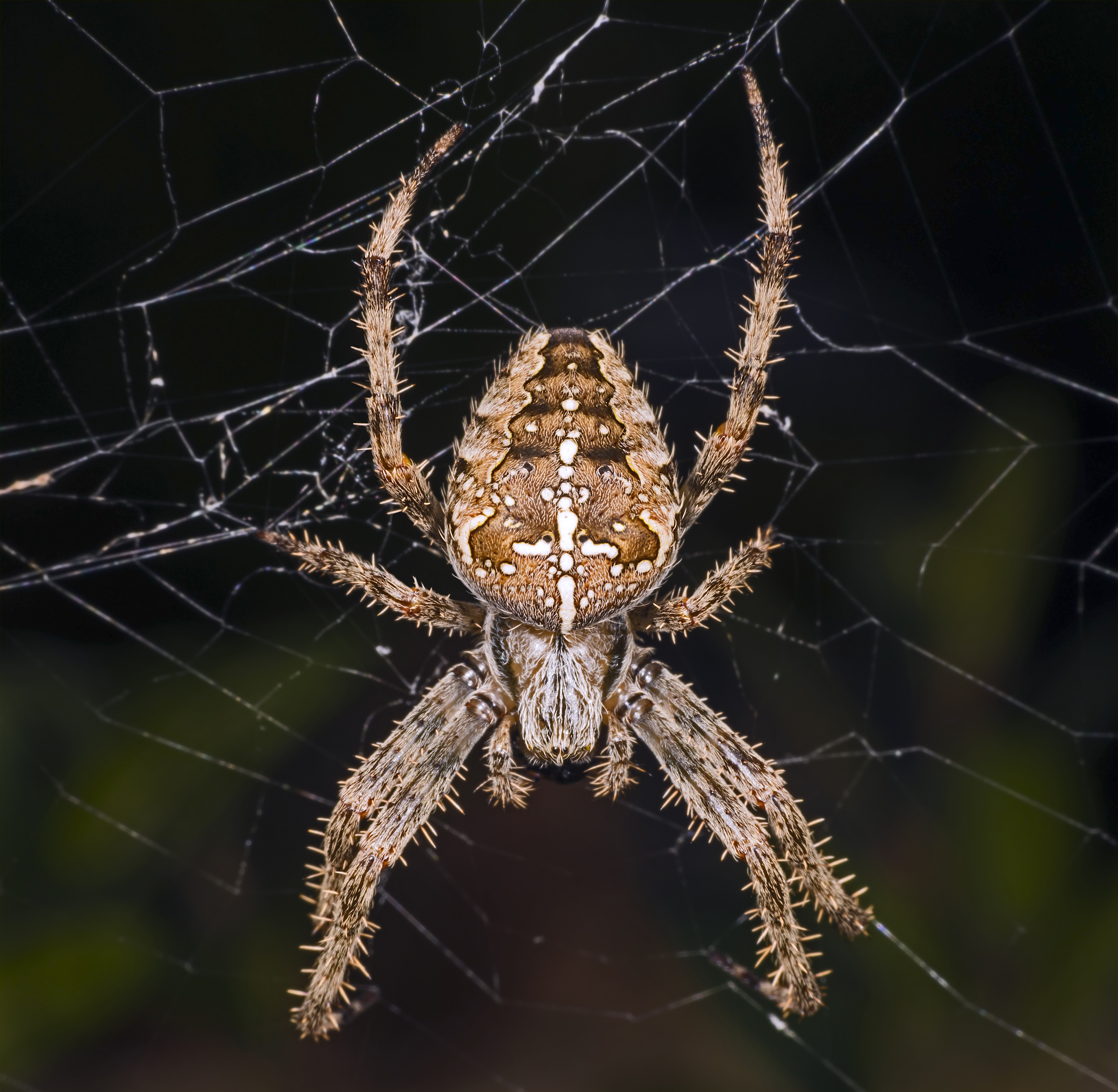
Une femelle (vue dorsale).
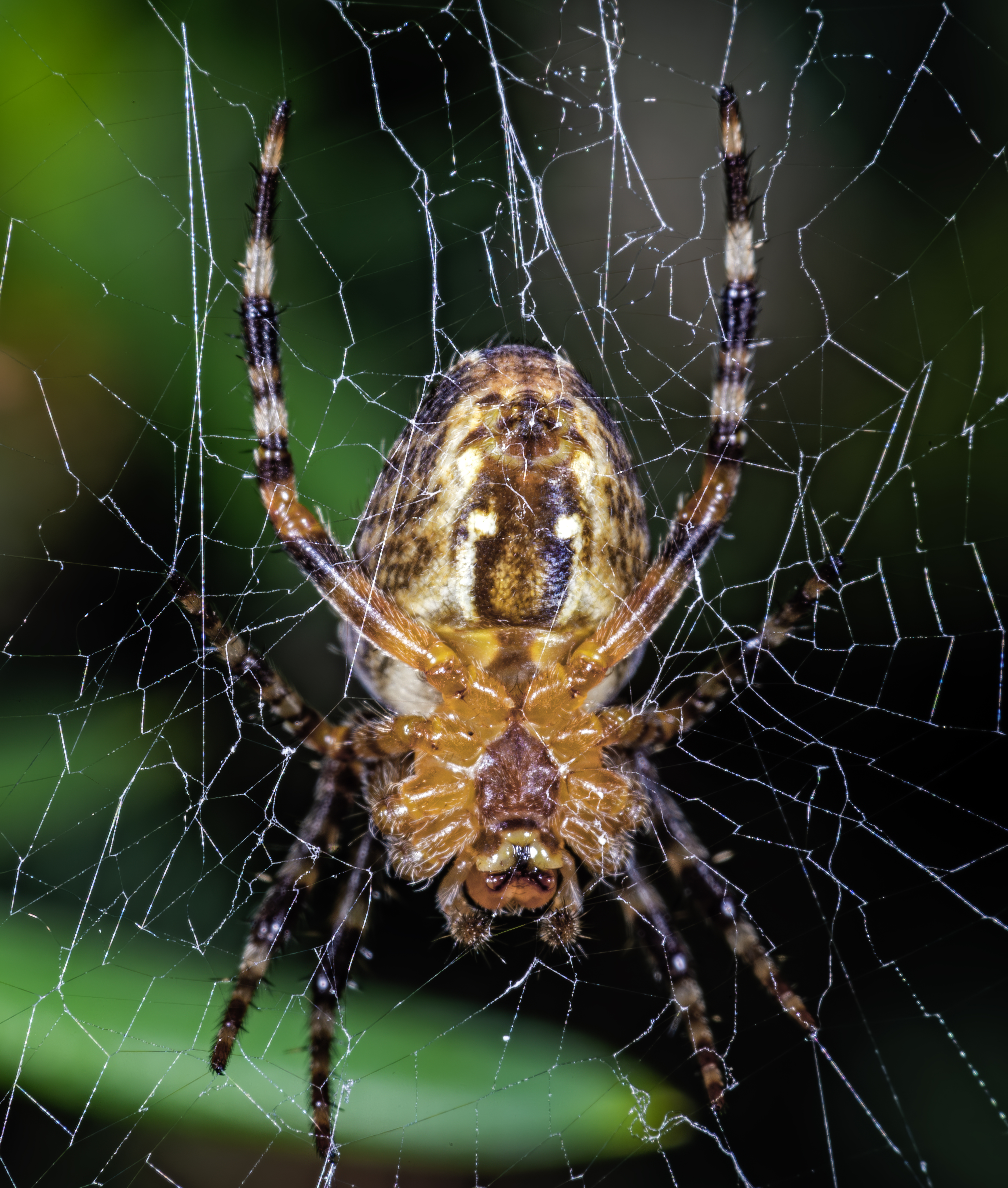
Une femelle (vue ventrale).
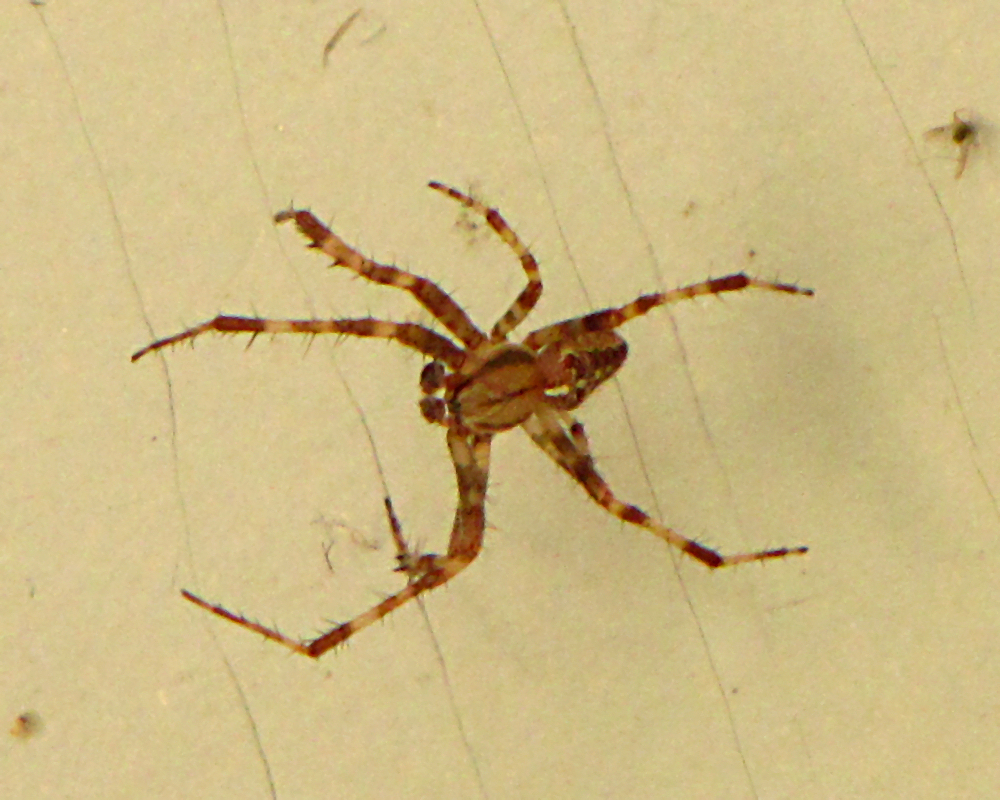
Un mâle.
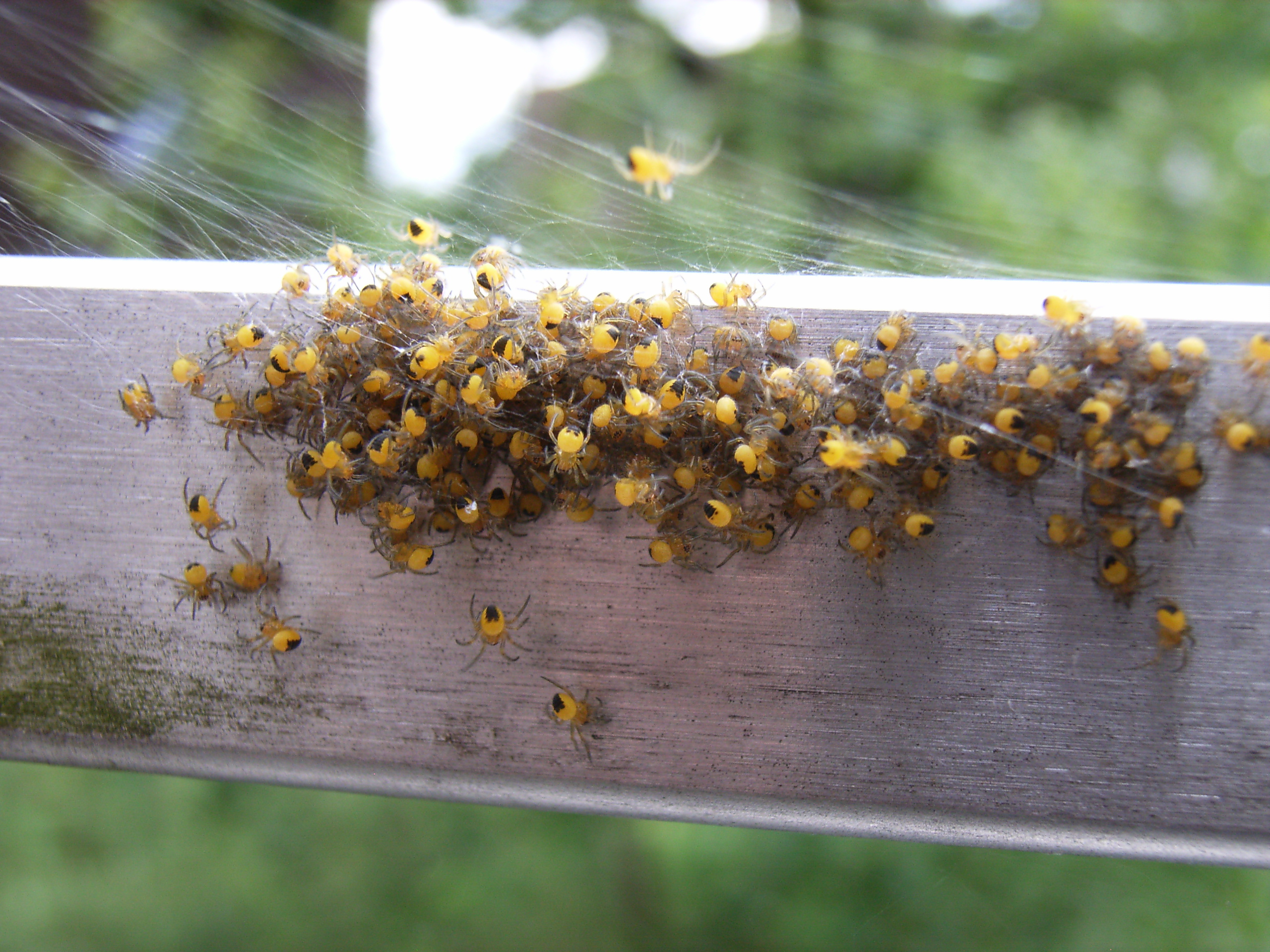
Jeunes épeires diadèmes.
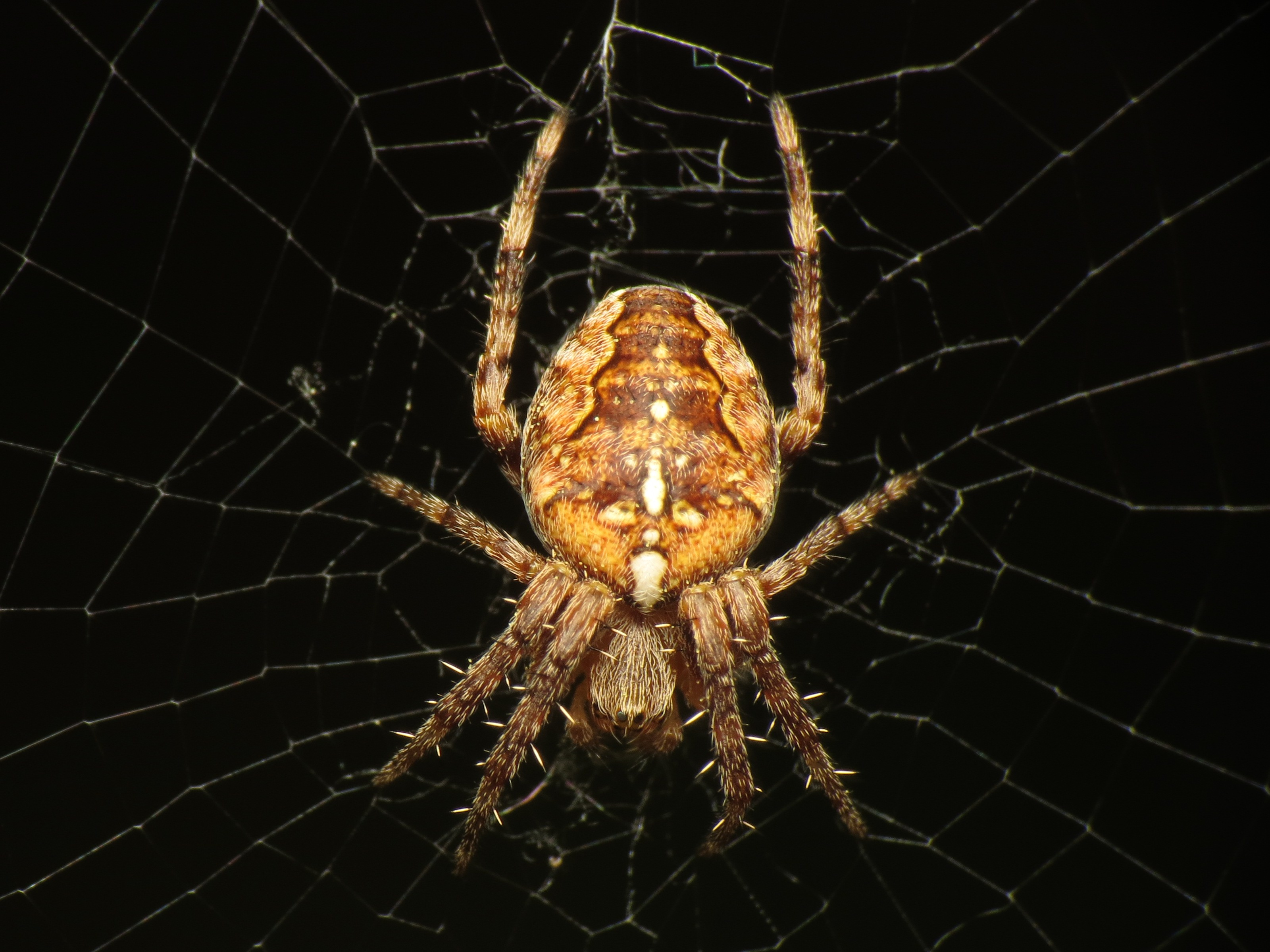
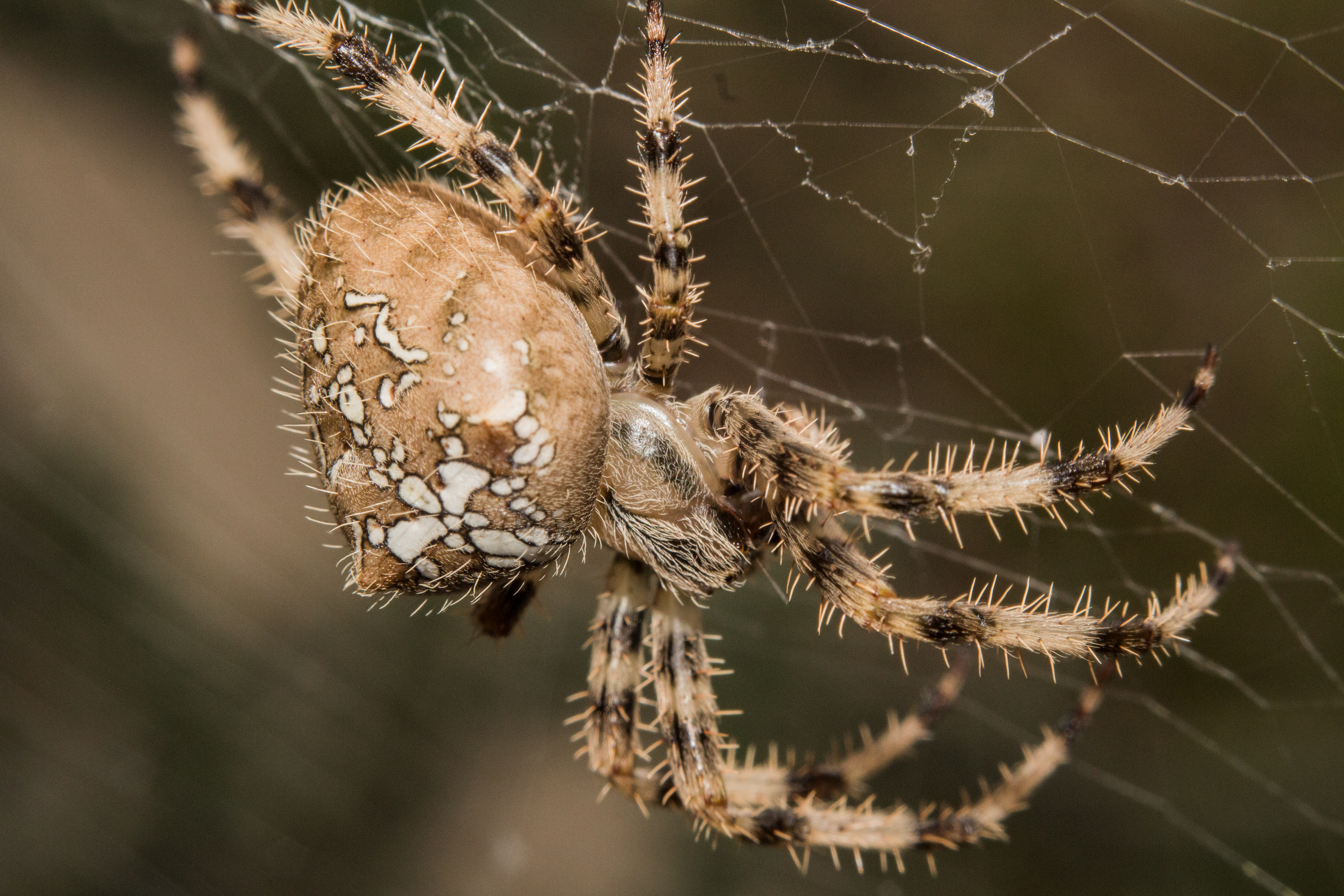
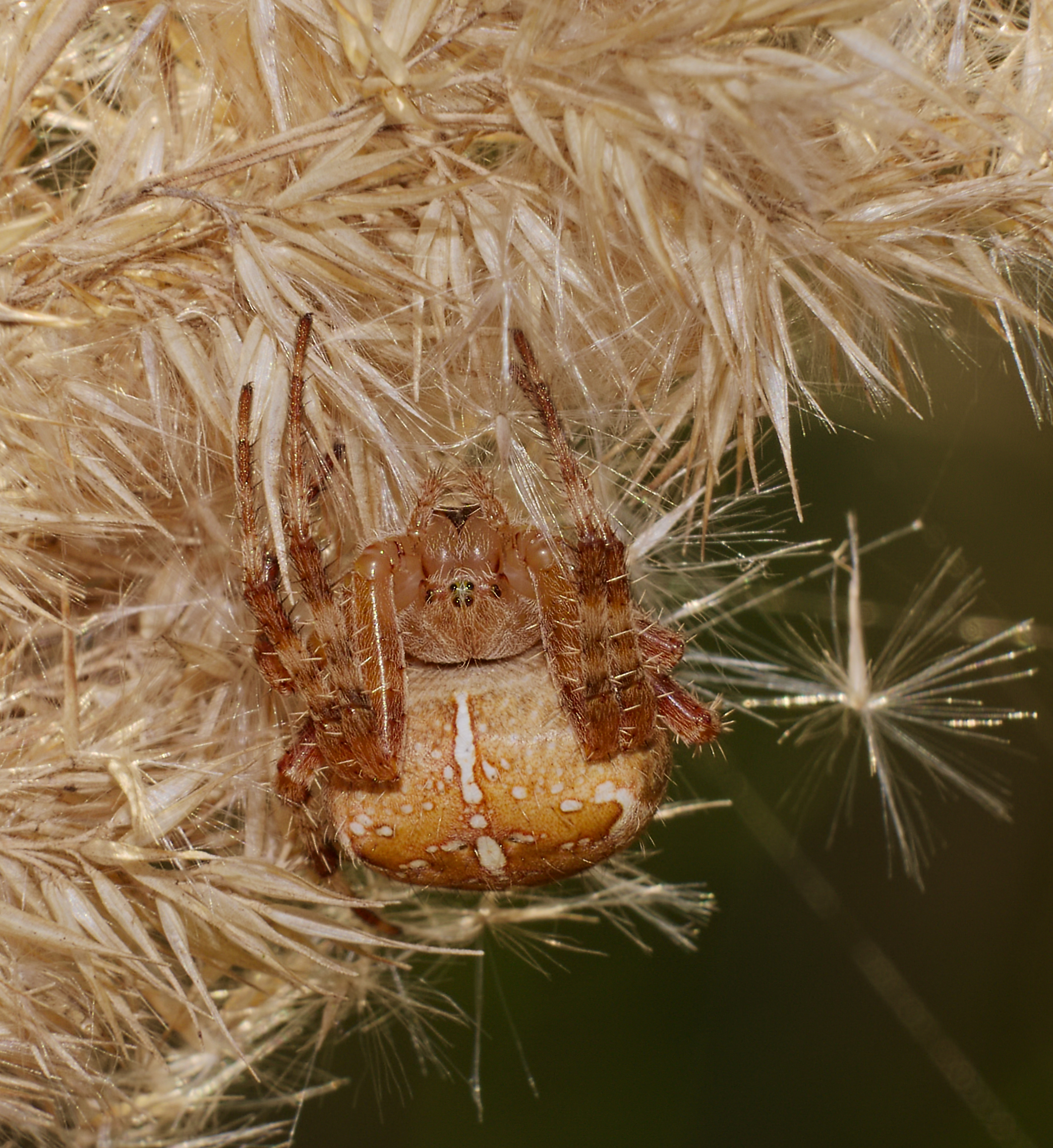
Une femelle.
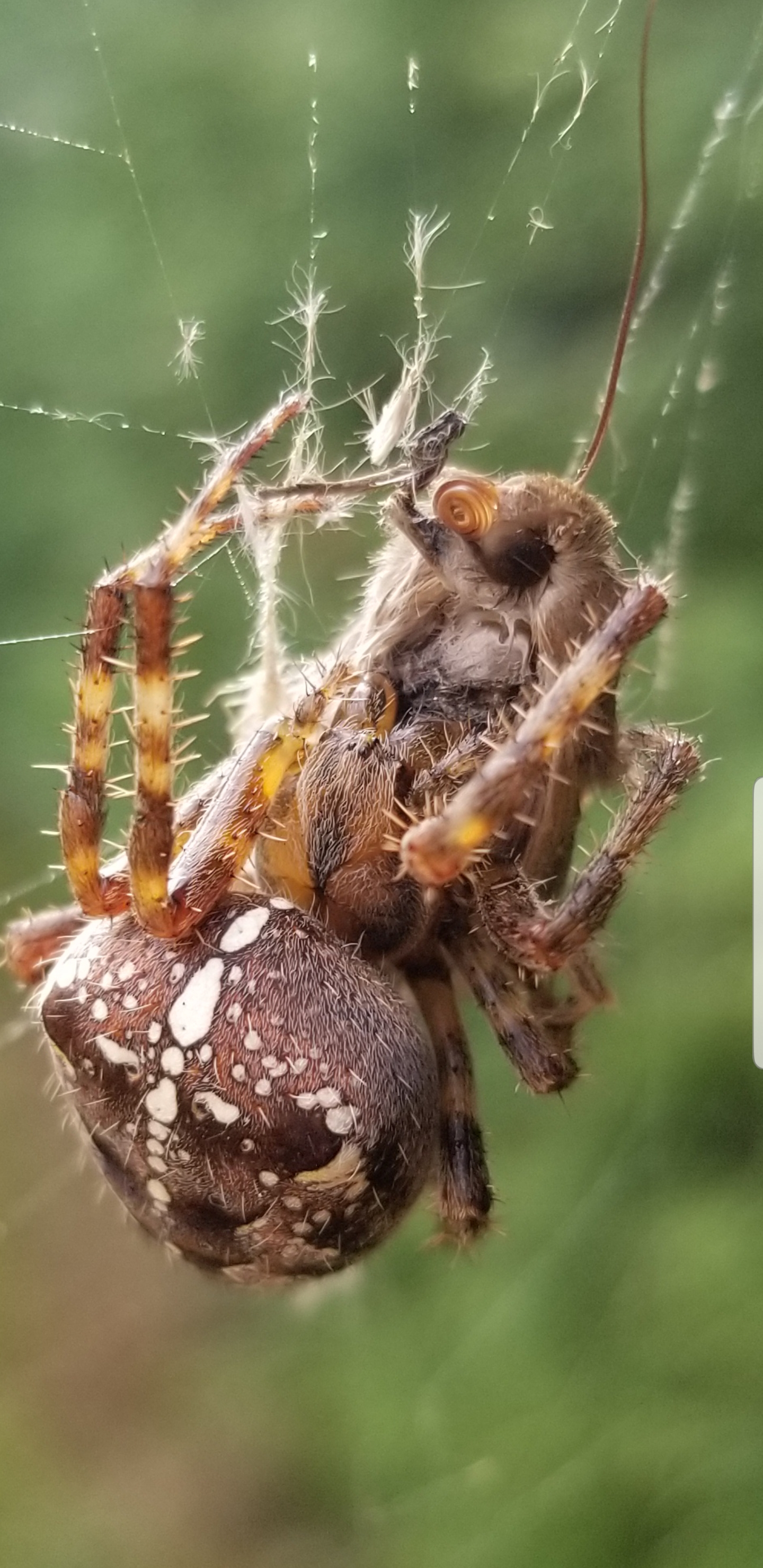
Une femelle et sa proie.
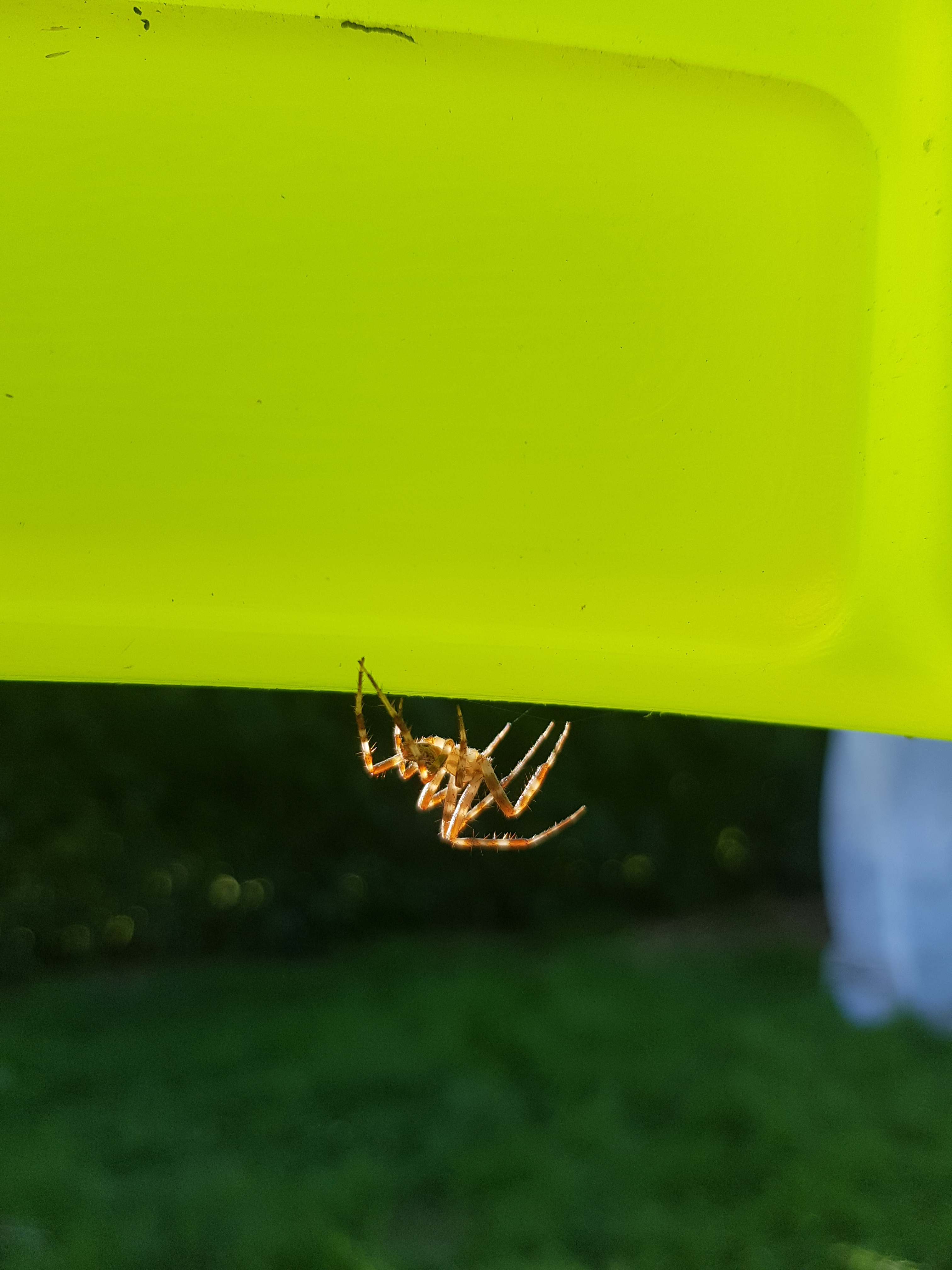
Un mâle (vue de côté).

## Biologie
L'Épeire diadème a une durée de vie d'un an.
La toile pèse un demi milligramme en moyenne (0,000 5 g). La première toile d'une jeune épeire mesure à peine 3 cm d'envergure.

### Reproduction
Du fait de sa taille réduite, le mâle doit faire extrêmement attention lorsqu'il souhaite approcher la femelle car elle risque de l'attaquer et de le dévorer comme n'importe quelle autre proie. C'est pourquoi le mâle apporte parfois un repas pour l'approcher. Les phéromones émises par la femelle permettent au mâle de la trouver. La femelle est réceptive trois ou quatre jours dans sa vie. Jusqu'à soixante mâles différents peuvent défiler, jour après jour sur une même toile. Elle se reproduit en fin d'été. Le mâle survit rarement à la fin de l'accouplement.
Une fois fécondée, la femelle dépose ses œufs dans un cocon protecteur avant de se laisser tomber pour mourir d'épuisement. Les cocons contiennent 500 à 900 œufs et sont cachés sous les écorces. La diapause embryonnaire s'interrompt avec le froid. À l'éclosion de l'œuf en mai, la jeune épeire a déjà toutes les caractéristiques d'un adulte, en dehors de la taille et des organes génitaux.

### Toxicité
L'épeire diadème est très peu agressive. Si elle se sent en danger, elle peut occasionnellement mordre la peau humaine aux endroits où celle-ci est fine, mais son venin n'est guère différent d'une piqûre de moustique. La morsure est peu douloureuse, mais il peut y avoir apparition d'un œdème inflammatoire douloureux autour d'une tache cyanotique.

## Distribution et habitats

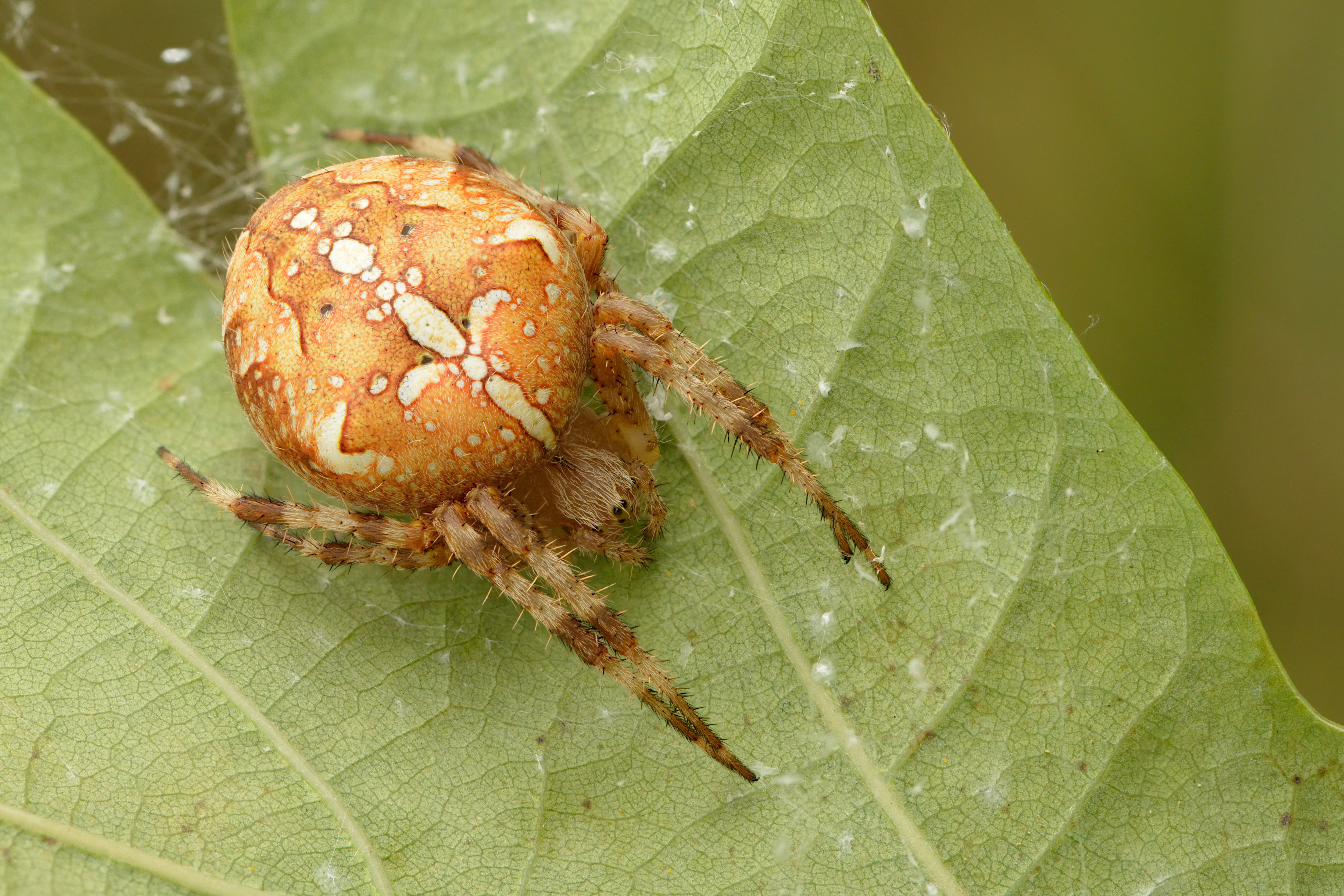
Épeire diadème femelle.

### Distribution
Cette espèce se rencontre en zone holarctique. Une étude menée en Suisse en 2019 conclut à un effondrement de ses populations.

### Habitat
Elle est présente dans les jardins, sur les barrières et les haies, elle se cache souvent sous une feuille à proximité de sa toile. Il y a généralement un arbre à proximité de la toile.

## Systématique et taxinomie
L'espèce a été décrite par le naturaliste suédois Carl Alexander Clerck en 1757 .
Cette espèce admet de nombreux synonymes :
- Araneus peleg Clerck, 1757
- Aranea linnaei Scopoli, 1763
- Aranea cruciger De Geer, 1778
- Aranea papalis Fourcroy, 1785
- Aranea myagria Walckenaer, 1802
- Epeira stellata C. L. Koch, 1836
- Araneus diadematus stellatus (C. L. Koch, 1836)
- Epeira fruticosus Bremi-Wolff, 1849
- Epeira frutetorum Bremi-Wolff, 1849
- Epeira pyrenaea Simon, 1874
- Epeira soror Simon, 1874
- Araneus diadematus soror (Simon, 1874)
- Epeira diademata alpina Calloni, 1889
- Epeira diademata obscura Calloni, 1889
- Epeira diademata nigra Gétaz, 1889
- Aranea diademata islandica Strand, 1906
- Araneus diadematus islandicus (Strand, 1906)
- Araneus diadematus nemorosa Simon, 1929
- Araneus diadematus nemorosus Simon, 1929

Les sous-espèces Araneus diadematus nemorosus et Araneus diadematus soror ont été placées en synonymie avec Araneus diadematus par Breitling, Bauer, Schäfer, Morano, Barrientos et Blick en 2016.

## L'Épeire diadème et l'Homme

### Culture populaire
Dans un album de Tintin, L'Étoile mystérieuse, Tintin regarde dans la lunette d'un télescope et pense voir une énorme araignée mais découvre assez vite qu'il ne s'agissait que d'une Épeire diadème qui se promenait sur l'objectif (pages 4 et 5).

## Publication originale
- Clerck, 1757 : Svenska spindlar, uti sina hufvud-slågter indelte samt under några och sextio särskildte arter beskrefne och med illuminerade figurer uplyste. Stockholmiae, p. 1-154. (lire sur Wikimedia)